# Hidalgo (Texas)
Hidalgo és una població dels Estats Units a l'estat de Texas. Segons el cens del 2000 tenia 7.322 habitants.

## Demografia
Segons el cens del 2000, Hidalgo tenia 7.322 habitants, 1.747 habitatges, i 1.593 famílies. La densitat de població era de 649,9 habitants per km².
Dels 1.747 habitatges en un 61,9% hi vivien nens de menys de 18 anys, en un 66,1% hi vivien parelles casades, en un 21% dones solteres, i en un 8,8% no eren unitats familiars. En el 8,1% dels habitatges hi vivien persones soles el 4,7% de les quals corresponia a persones de 65 anys o més que vivien soles. El nombre mitjà de persones vivint en cada habitatge era de 4,19 i el nombre mitjà de persones que vivien en cada família era de 4,43.
Per edats la població es repartia de la següent manera: un 39% tenia menys de 18 anys, un 11,6% entre 18 i 24, un 28% entre 25 i 44, un 14,7% de 45 a 60 i un 6,6% 65 anys o més.
L'edat mediana era de 25 anys. Per cada 100 dones de 18 o més anys hi havia 82,4 homes.
La renda mediana per habitatge era de 19.469 $ i la renda mediana per família de 20.357 $. Els homes tenien una renda mediana de 16.238 $ mentre que les dones 13.577 $. La renda per capita de la població era de 5.849 $. Aproximadament el 41,4% de les famílies i el 44,3% de la població estaven per davall del llindar de pobresa.

## Poblacions properes
El següent diagrama mostra les poblacions més properes.